# Нижняя Гостагайка
Нижняя Гостагайка — хутор в Приморском сельском округе муниципального образования город-курорт Анапа Краснодарского края.

## Население
| 2002 | 2010 |
| ---- | ---- |
| 707  | ↗715 |